# Crisi di Fascioda
La crisi di Fascioda (Fashoda), o incidente di Fascioda, fu provocata dallo scontro avvenuto nel 1898 tra le politiche coloniali della Francia, la cui direttrice era ovest-est, dall'Atlantico fino al Mar Rosso (porto di Gibuti), e della Gran Bretagna, il cui motto era «dal Capo al Cairo». Questa crisi, che aveva portato il Regno Unito e la Francia al rischio di una guerra, finì con una vittoria diplomatica per il Regno Unito. Essa fece nascere la sindrome di Fascioda nella politica estera francese (affermazione d'influenza francese in aree che potevano diventare suscettibili d'influenza britannica).

## Storia
Nel settembre del 1898 la piccola città sudanese di Fascioda (oggi Kodok), situata lungo l'alto corso del Nilo, quasi alla convergenza delle due opposte direttrici espansionistiche, divenne il teatro di questo scontro. Nel Sudan, infatti, una spedizione francese guidata dal capitano Marchand, inviata ad occupare la cittadina, si trovò di fronte ad un reparto dell'esercito inglese comandato da lord Kitchener, impegnato nella repressione della rivolta sudanese del Mahdi. Le truppe si fronteggiarono minacciosamente fino al 7 novembre, quando i francesi si ritirarono, grazie all'accordo dei due governi, favorito dall'impegno del ministro degli esteri Théophile Delcassé, che promosse successivamente l'Entente cordiale (1904).

### Il contesto storico

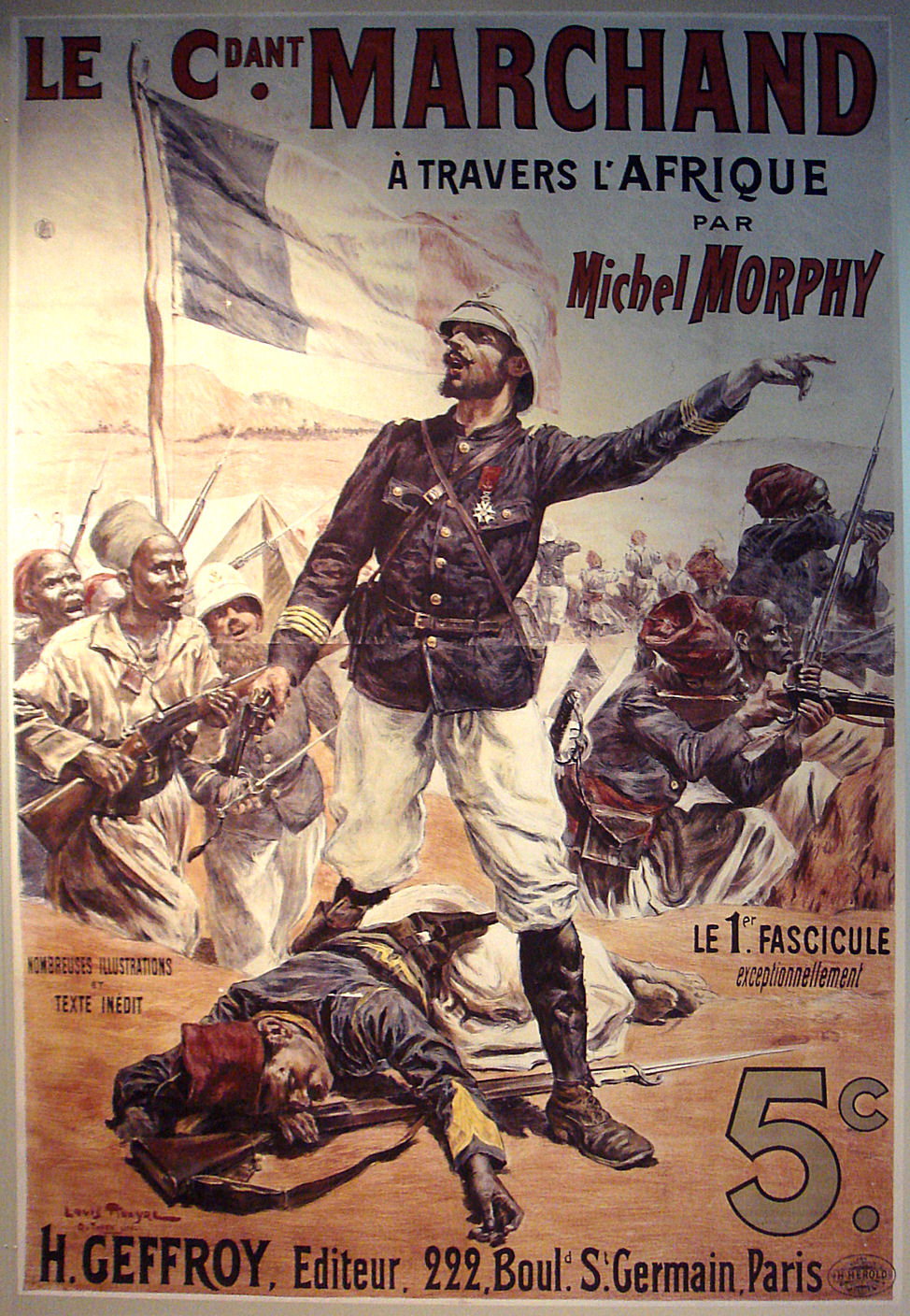
Illustrazione di una rivista francese dell'epoca che celebra la marcia di Marchand.

Alla fine del XIX secolo il continente africano venne rapidamente occupato dalle potenze coloniali europee, tra le quali erano maggiormente coinvolte Francia e Gran Bretagna, ma vi parteciparono anche Italia, Portogallo, Spagna, Germania e Belgio.
L'avanzata della Francia verso l'interno partiva dalle coste occidentali che si affacciavano sull'Atlantico (l'attuale Senegal) verso Oriente, attraverso la striscia del Sahel, lungo i confini meridionali del deserto del Sahara, un territorio oggi occupato da Senegal, Mali, Niger e Ciad. L'obiettivo finale dei francesi era creare un collegamento ininterrotto tra il fiume Niger ed il Nilo, controllando così, col possesso di posti controllo sui percorsi delle carovane attraverso il Sahara, tutte le rotte commerciali da e verso la regione del Sahel. La Francia aveva anche un avamposto nei pressi dell'entrata del Mar Rosso a Gibuti (allora chiamata Somalia francese), che avrebbe potuto servire come porto orientale per una fascia di territorio francese che attraversasse il continente.
I britannici per conto loro avevano invece l'intento di creare un collegamento tra i loro possedimenti coloniali in Africa meridionale (comprendenti gli attuali Sudafrica, Botswana, Zimbabwe e Zambia) con i loro territori in Africa orientale (l'attuale Kenya), e collegare queste due colonie con il bacino del Nilo.
La colonia del Sudan (che allora comprendeva anche l'Uganda) era un territorio chiave per entrambe le potenze e per i loro obiettivi, soprattutto in virtù del fatto che l'Egitto era già in mano britannica. Per gli inglesi questo progetto era essenziale, ed era fortemente propagandato dal politico sudafricano Cecil Rhodes. Le due linee di espansione, quella francese da Dakar a Gibuti, quella britannica dal Sudafrica al Cairo, si intersecavano esattamente nel Sudan orientale, in corrispondenza del villaggio di Fascioda (l'attuale Kodok).
Il villaggio era anche coinvolto nella cosiddetta questione egiziana, una lunga disputa tra francesi e britannici sulla legittimità dell'occupazione dell'Egitto da parte britannica. Nel 1882 diversi politici francesi, soprattutto quelli appartenenti alla frangia del parti colonial, iniziarono a demonizzare la rinuncia da parte francese a occupare il territorio egiziano lasciando campo libero ai britannici. Fu così che spinsero la Francia a intraprendere una serie di manovre per spingere i britannici ad abbandonare l'Egitto, senza però venire a capo di nulla.

### La crisi
Fu così che un piccolo contingente di 150 tirallieurs partì da Brazzaville sotto la guida del maggiore Jean-Baptiste Marchand, con l'ordine di sorvegliare l'area intorno a Fascioda, considerata un protettorato francese. Essi avrebbero dovuto incontrarsi con altri due contingenti, partiti dall'Etiopia, uno dei quali, proveniente dal Gibuti, era guidato da Christian de Bonchamps, veterano della Spedizione Stairs in Katanga. Dopo una leggendaria traversata di 14 mesi per tutto il continente africano, la spedizione di Marchand arrivò a destinazione il 10 luglio 1898, ma gli altri due contingenti provenienti dall'Etiopia furono costretti a fermare la loro avanzata nei pressi della gola Baro.
Dal canto loro, il 18 settembre 1898, i britannici giunsero con una numerosa flotta di imbarcazioni per isolare il forte di Fascioda, in una spedizione guidata da Sir Horatio Kitchener e da Horace Smith-Dorrien, veterano della spedizione anglo-egiziana che aveva recentemente sconfitto il Mahdi Abdullah al-Taashi nella Battaglia di Omdurman. Entrambe le parti si comportarono gentilmente, ma insistevano sui loro diritti in merito a Fascioda. La notizia del fatto arrivò a Parigi e Londra, infiammando l'orgoglio imperiale delle due nazioni. Seguì una diffusa indignazione popolare, e ogni parte accusava l'altra di espansionismo e aggressività. La crisi proseguì per tutto settembre e ottobre ed entrambe le nazioni iniziarono a mobilitare le loro flotte preparandosi alla guerra.

### La vittoria diplomatica britannica
Dal lato navale, la situazione era decisamente a favore del Regno Unito, un dato di fatto che i deputati francesi dovettero riconoscere a seguito della crisi. La flotta francese era mal costruita e mal organizzata, mentre quella britannica aveva un vantaggio sia in termini numerici che tecnologici. L'esercito francese era di gran lunga più grande di quello inglese, ma ben poco avrebbe potuto fare contro la Gran Bretagna senza un efficiente supporto navale.
Questo fatto è stato senza dubbio importante per Théophile Delcassé, l'appena nominato ministro degli Esteri francese. Egli era desideroso di guadagnare l'amicizia della Gran Bretagna in vista di un possibile futuro conflitto con la Germania, e non vide alcun vantaggio in una guerra coloniale contro gli inglesi. Quindi spinse fortemente per una risoluzione pacifica della crisi. Allo stesso tempo, la gente cominciò a mettere sempre più in discussione la saggezza di una guerra per la conquista di una parte così remota dell'Africa. In Francia, la riapertura dell'affare Dreyfus contribuì molto a distrarre l'opinione pubblica dagli eventi del Sudan. Così il governo francese ordinò tranquillamente ai suoi soldati di ritirarsi, il 3 novembre 1898.

### Gli effetti
Nel marzo del 1899, francesi e britannici convennero che le sorgenti del Nilo e il fiume Congo avrebbero segnato il confine tra i loro possedimenti. L'incidente di Fascioda è stata l'ultima grave disputa coloniale tra Gran Bretagna e Francia e la sua classica soluzione diplomatica viene considerata da molti storici come il precursore dell'entente cordiale.